# Futbol a Croàcia

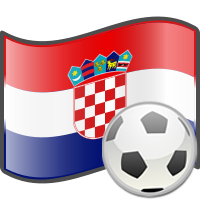

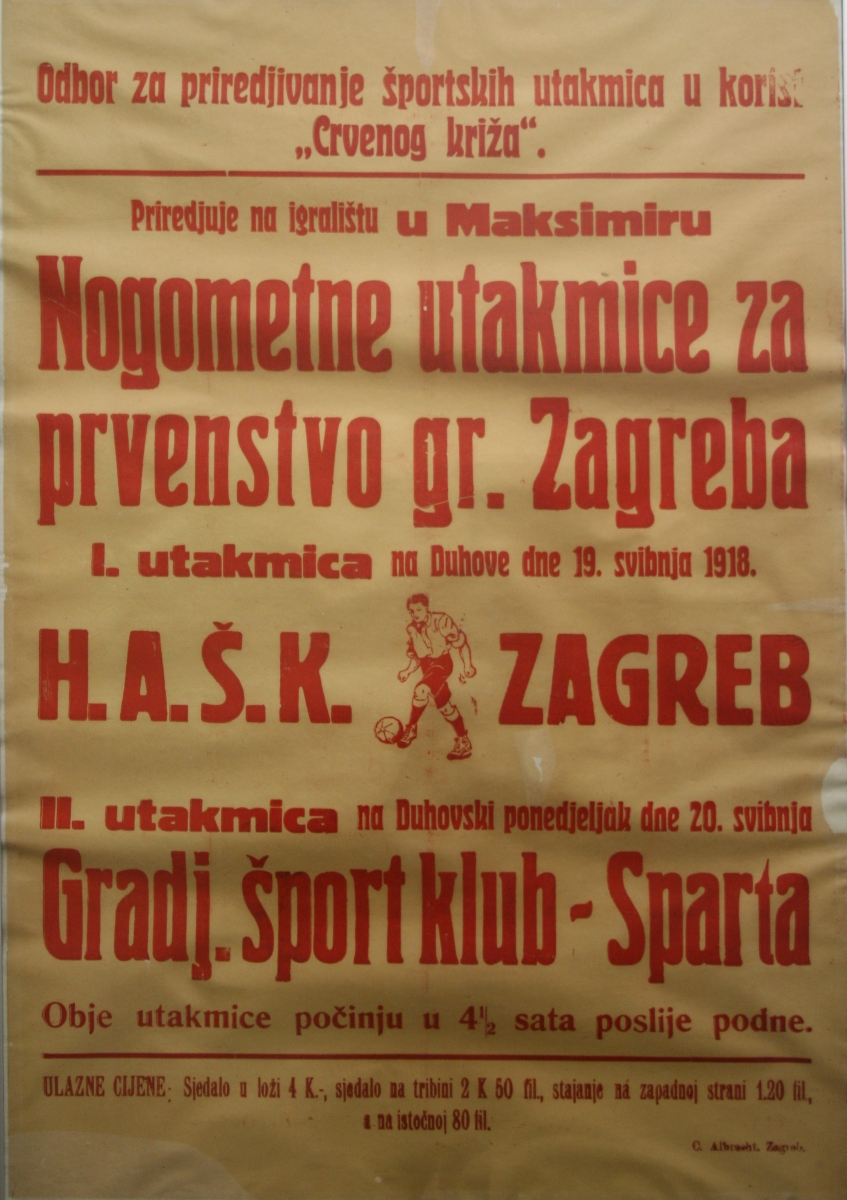
Cartell d'un partit a Zagreb el 1918.

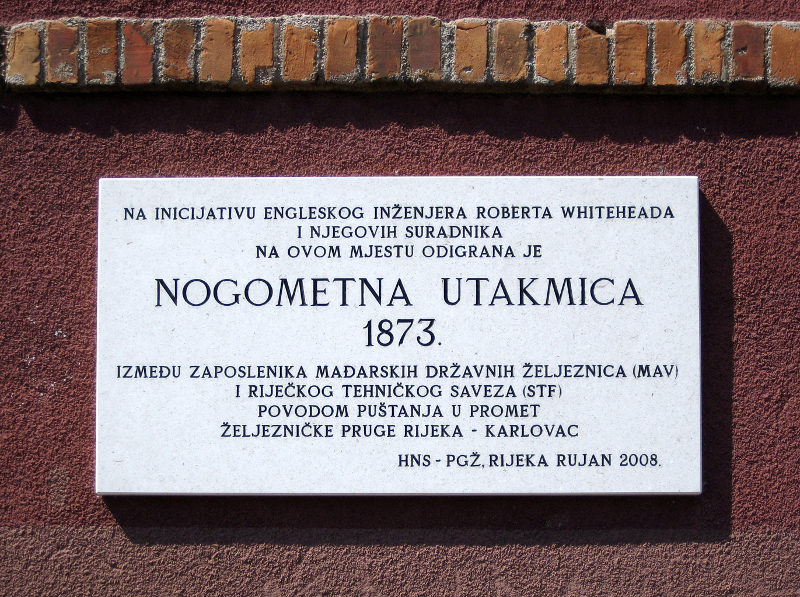
Placa que commemora el primer partit de futbol a Croàcia el 1873 a Rijeka.

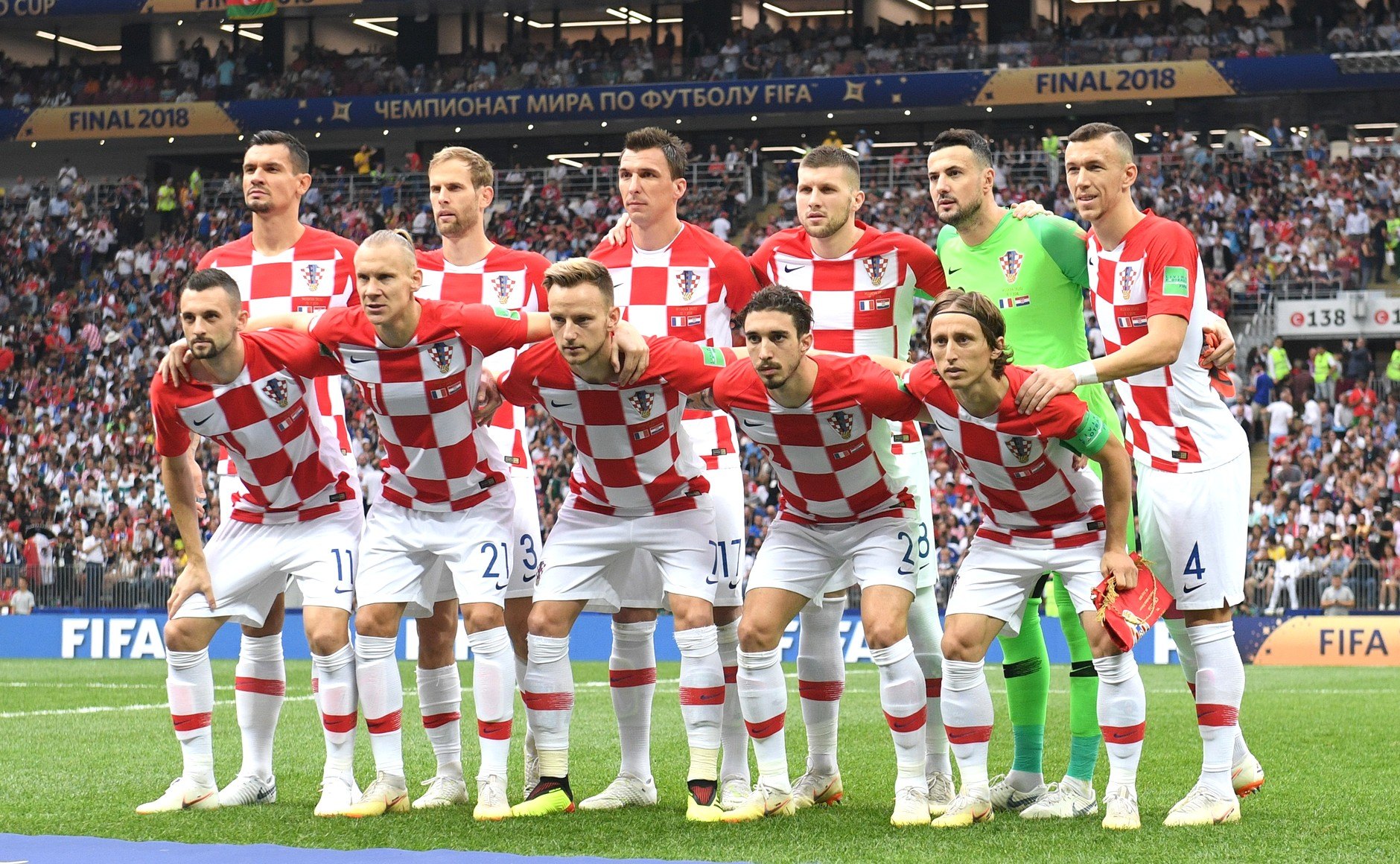
Selecció de Croàcia a la final del Mundial 2018.

El futbol a Croàcia s'anomena nogomet, és l'esport més popular del país. És dirigit per la Federació Croata de Futbol.

## Història
Abans de la Primera Guerra Mundial, Croàcia i Eslavònia eren dependències semiautònomes d'Àustria-Hongria, mentre que Dalmàcia era una possessió d'Àustria).
El primer partit de futbol que es té notícia a Croàcia fou el 1873 per anglesos que havien arribat a Rijeka. El primer partit en el qual participaren croats fou el 1880 a Zupanja. El 1903 es creen els primers clubs croats, el PNISK (Prvi nogometni i sportski klub, en català, Primer club de futbol i esports) i el HASK (Hrvatski akademski sportski klub) ambdós a Zagreb. Més tard es fundaren: Konkordija Zagreb (1906), Segesta Sisak (1906), Croatia Zagreb (1907), Hajduk Split (1911) i Gradjanski Zagreb (1911). El 1906 es disputa el primer partit, entre PINSK i HASK i el 1907 el primer partit internacional de la selecció croata. El 1909 es creà la Federació d'Esports de Croàcia, amb l'oposició de la federació austríaca. La Federació Croata de Futbol (Hrvatski Nogometni Savez) fou fundada el 1912 i va estar breument afiliada a la FIFA durant la Segona Guerra Mundial (1941).
El 1919, Croàcia entra a formar part de Iugoslàvia i es fundà la Federació de Iugoslàvia (Fudbalski Savez Jugoslavija) a Zagreb. Altres clubs destacats durant aquest període foren Akademija Zagreb, VGSK Varazdin, Slavija Osijek, US Fiumana (fusió el 1926 d'Olympia i Gloria, a Fiume, nom italià de Rijeka).
Als anys 90, Croàcia recupera la seva independència i recupera les seves competicions, així com la federació i la selecció nacional. Una gran generació de jugadors portaren l'equip balcànic a la tercera posició final a la Copa del Món de Futbol 1998.

## Competicions
- Lliga croata de futbol
- Copa croata de futbol
- Supercopa croata de futbol

## Principals clubs
- NK Dinamo de Zagreb (Zagreb)
- NK Zagreb (Zagreb)
- NK Hrvatski Dragovoljac (Zagreb)
- HNK Rijeka (Rijeka)
- NK Orijent Rijeka (Rijeka)
- NK Zadar (Zadar)
- NK Varteks Varaždin (Varaždin)
- HNK Hajduk Split (Split)
- NK Osijek (Osijek)
- HNK Šibenik (Šibenik)
- NK Inter Zaprešić (Zaprešić)
- HNK Cibalia Vinkovci (Vinkovci)
- NK Istra 1961 (Pula)
- NK Istra (Pula)
- NK Segesta Sisak (Sisak)
- NK Slaven Belupo (Koprivnica)

## Jugadors destacats
Fonts:
Des de 1930
- Franjo Glaser
- Ivan 'Ico' Hitrec II
- Gustav Lehner
- Franjo Wölfl
- Aleksandar 'Aco' Zivkovic

Des de 1940
- Stjepan Bobek
- Ivan Jazbinšek
- Frane Matošić
- Zeljko Tchaikowsky
- Zlatko Tchaikowsky

Des de 1950
- Vladimir Beara
- Tomislav Crnković
- Ivan 'Ivica' Horvat II
- Bernard Vukas
- Branko Zebec

Des de 1960
- Drazen Jerkovic
- Josip Skoblar

Des de 1970
- Ivan Buljan
- Dragan Holcer
- Jurica Jerković
- Ivan Katalinic
- Luka Peruzovic
- Velimir Zajec

Des de 1980
- Ivan 'Ivica' Surjak
- Zlatko Vujovic II

Des de 1990
- Aljoša Asanović
- Slaven Bilić
- Zvonimir Boban
- Alen Bokšić
- Robert Jarni
- Robert Prosinecky
- Davor Suker

Des de 2000
- Ivica Olić
- Darijo Srna
- Stipe Pletikosa

Des de 2010
- Mario Mandžukić
- Luka Modrić
- Ivan Rakitić

## Principals estadis

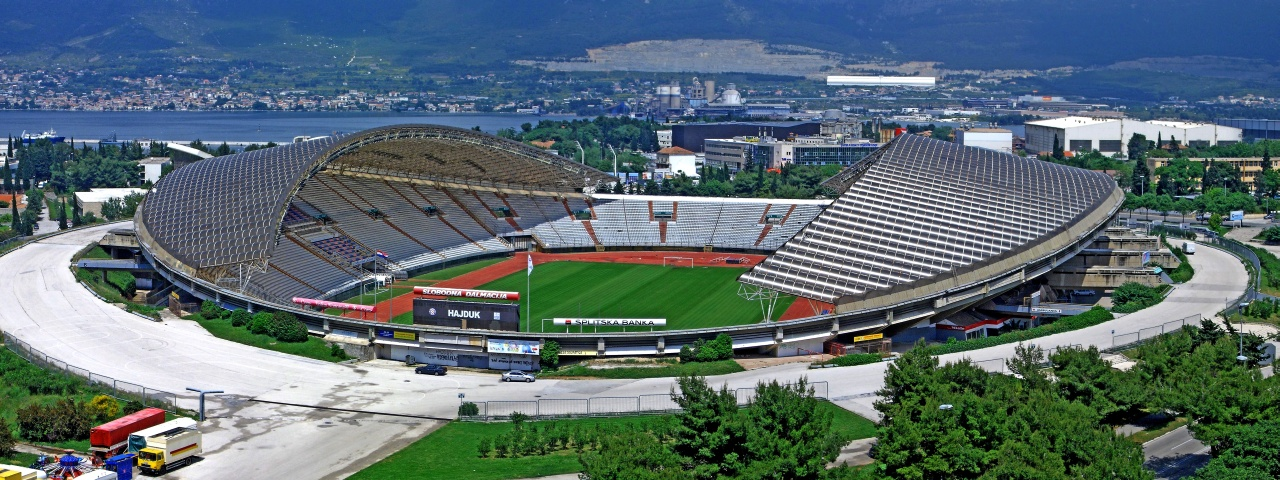
Estadi Poljud.

- Estadi Maksimir (Zagreb)
- Estadi Poljud (Split)
- Estadi Gradski Vrt (Osijek)